# Branislav Mukić
Branislav Mukić (1977.) je najuspješniji vozač kasačkih utrka i trener u Srbiji. Živi i radi na Paliću. 
Iz obitelji je ljubitelja konja i kasačkih majstora. U trkačku karijeru uveo ga je otac Ivan Mukić, koji je također bio jedan od najboljih vozača i trenera u bivšoj Jugoslaviji. Branislav je rezultatima nadmašio oca. U Srbiji je svake godine sve manji broj kasača, čemu pridonose sve manje nagrade u ovom športu koji traži mnogo odricanja. Držanje konja više se ne isplati, ali otac i sin mukić i dalje se ovim teškim poslom bave profesionalno.
Prvu je kasačku utrku Branislav Mukić odvezao 1992. godine. Prvog konja kojeg je povezao bio je Jugoslavenski rekorder Lahor II. Danas s grlima domaćeg odgoja postiže izvrsne rezultate u inostranstvu. Osvajač je Trostruke krune (Probni Derbi, Derbi, Revanš Derbi). Prvi je put pobijedio u Derbiju 1995. godine s Lucibelom, što mu je donijelo naslov najmlađeg vozača koji je pobijedio na Derbiju. Naslov je obranio sljedeće godine s Džesi Vejem, a godinu poslije s Palakom.
Stalno je nazočan na svim najznačajnijim događanjima u kasačkom športu u Srbiji: državna prvenstva, sve derbi utrke, Dužijanca, Somborske, Ljubičevske konjičke igre. Redovno se natječe na beogradskoj Carevoj ćupriji, u Srbobranu, Despotovu. Ponekad pođe i do Pešte ili na neki manji hipodrom, ako nudi privlačne nagrade. Natječe se na skoro svakom trkačkom danu, rijetko ga nema na trkama, a još rjeđe je da ne pobijedi barem jednom. Često pobijedi i više puta u jednom danu. 2010. je dva puta pobijedio triput u jednom danu. Postavio je rekord početkom sezone 2010. u Subotici, pobijedivši čak u pet trka što nitkom do tada u Srbiji nije uspjelo u jednoprežnim trkama i s različitim konjima. Približio se brojci od šeststo pobjeda.
Godinama je prvak među vozačima u Srbiji, često na Beogradskom hipodromu. Svake godine neko od njegovih grla odnijelo je neki od zvučnih naslova kao što je naslov državnog prvaka, pobjednika neke od tri derbi trke, Ima i dvije "trostruke krune" s Trokaderom i Living Line –om.
Njegovi rezultati nisu prošli nezapaženo u Europi. Zbog dobrih vožnja i velikog postotka pobjeda u odnosu na broj startova, dobio je Branislav od Evropske kasačke asocijacije ove Europska kasačka asocijacija pozvala ga je neka sudjeluje na Europskom prvenstvu vozača koje se održalo u Milanu. Ondje je bio među najmlađima i neiskusnijima, ali nije razočarao. Pored brojnih europskih kasačkih asova osvojio je osmo mjesto. Do danas je Branislav Mukić na inozemnim hipodromima skupio preko 70 pobjeda među inozemnim vozačima.
Radno mjesto Branislava Mukića su sulke, gik i Palićki pesak.
Literatura
Zov broj 662 Posvećen konjima i - titulama. Piše M. Đorđević  Arhivirana inačica izvorne stranice od 4. ožujka 2016. (Wayback Machine)
Za Kasačke Novine – šampioni govore - Branislav Mukić-Brana, 25. prosinca 2010.  Arhivirana inačica izvorne stranice od 7. srpnja 2012. (Wayback Machine)